# Melchior Hartmann
Johann Melchior Hartmann (* 20. Februar 1764 in Nördlingen; † 16. Februar 1827 in Marburg) war ein deutscher Orientalist, reformierter Theologe und Hochschullehrer.

## Leben
Hartmann war Sohn eines Tuchmachers in Nördlingen und besuchte von 1773 bis 1786 die dortige Lateinschule. 1786 nahm er ein Studium der Theologie an der Universität Jena auf. Zu seinen Lehrern zählten Johann August Heinrich Ulrich, Justus Christian Hennings, Johann Ernst Basilius Wiedeburg, Johann Jakob Griesbach, Johann Christoph Döderlein und Johann Gottfried Eichhorn. Bei letzterem war er ab 1788 Hauslehrer. Mit dessen Kindern kam er nach 1788 an die Universität Göttingen, an der er als Privatdozent wirkte sowie sich zugleich weiter dem Studium der Theologie widmete und hauptsächlich unter dem Einfluss von Christian Gottlob Heyne und Gottlieb Jakob Planck stand.
Hartmann erhielt zum Wintersemester 1793 einen Ruf als ordentlicher Professor der Philosophie und der orientalischen Sprachen an die Universität Marburg. Am 10. Februar 1794 erfolgte dort seine Promotion zum Dr. phil. In den Jahren 1801, 1802 und 1817 war er Prorektor der Universität, 1818 Dekan der Philosophischen Fakultät.
Hartmann wurde am 31. Oktober 1817 mit der Ehrendoktorwürde der Marburger Theologischen Fakultät ausgezeichnet (Dr. theol. h.c.). Zum 1. Februar 1822 erhielt er zusätzlich eine ordentliche Professur der Theologie, 1825 war er außerdem Dekan der theologischen Fakultät. Daneben hatte er ab dem 2. September 1819 die Stelle als zweiter Bibliothekar und ab dem 23. November 1825 als erster Bibliothekar der Universität inne.
Hartmann war ab 1800 Mitglied der Gesellschaft der Altertümer in Kassel und ab 1817 Mitglied der Marburger Gesellschaft zur Beförderung der gesamten Naturwissenschaften. Mit Albert Jakob Arnoldi und Georg Wilhelm Lorsbach gab er ab 1807 das Museum für biblische und orientalische Litteratur heraus.

## Werke (Auswahl)
- Commentatio de Geographia Africae Edrisiana, Dieterich, Göttingen 1791.
- Anfangsgründe der hebräischen Sprache: nebst Tabellen und einer Chrestomathie, Akademische Buchhandlung, Marburg 1798.
- Erdbeschreibung und Geschichte von Afrika. Das Paschalik Aegypten, Bohn, Hamburg 1799.
- mit Karl Wilhelm Justi: Hessische Denkwürdigkeiten, 2 Bände, Akademische Buchhandlung, Marburg 1799–1800.